# Double (crater lunar)
Double este un mic crater lunar (cu diametru de 10 metri) situat în partea de sud a Mării Liniștii, la vest de baza Tranquility, locul de aterizare al misiunii Apollo 11.  
Astronauții Neil Armstrong și Buzz Aldrin au aterizat modulul lunar Apollo Eagle lângă craterul Double la 20 iulie 1969. 
Denumirea a fost aprobată oficial de către Uniunea Astronomică Internațională pe 26 iulie 2017, împreună cu cel al altui mic crater  din apropierea locului de aterizare, Little West.